# لوزولا لوتی
لوزولا لوتی (نام علمی: Luzula lutea) نام یک گونه از تیره سازوئیان است.